# Seznam českých šlechtických rodů, Ž
Tento seznam obsahuje výčet šlechtických rodů, které byly v minulosti spjaty s Českým královstvím Podmínkou uvedení je držba majetku, která byla v minulosti jedním z hlavních atributů šlechty, případně, zejména u šlechty novodobé, jejich služby ve státní správě na území Českého království či podnikatelské aktivity. Platí rovněž, že u šlechty, která nedržela konkrétní nemovitý majetek, jsou uvedeny celé rody, tj. rodiny, které na daném území žily alespoň po dvě generace, nejsou tudíž zahrnuti a počítáni za domácí šlechtu jednotlivci, kteří zde vykonávali pouze určité funkce (politické, vojenské apod.) po přechodnou či krátkou dobu. Nejsou rovněž zahrnuti církevní hodnostáři z řad šlechty, kteří pocházeli ze šlechtických rodů z jiných zemí.

## Ž
- Žampachové z Potštejna
- Žďárští ze Žďáru
- Žehušičtí z Nestajova
- Žejdlicové ze Šenfeldu
- ze Železnice[1]
- Žerotínové (Morava, starší název Zierotínové)
- Žerotínové (Čechy, starší název Žirotínové)
- Žitnivští z Blaždič[2]
- Žižkové z Trocnova